# Venustoma
Venustoma is een geslacht van weekdieren uit de klasse van de Gastropoda (slakken).

## Soorten
- Venustoma harucoa Bartsch, 1941
- Venustoma lacunosa (Gould, 1860)